# Kungsbron (fastighet)

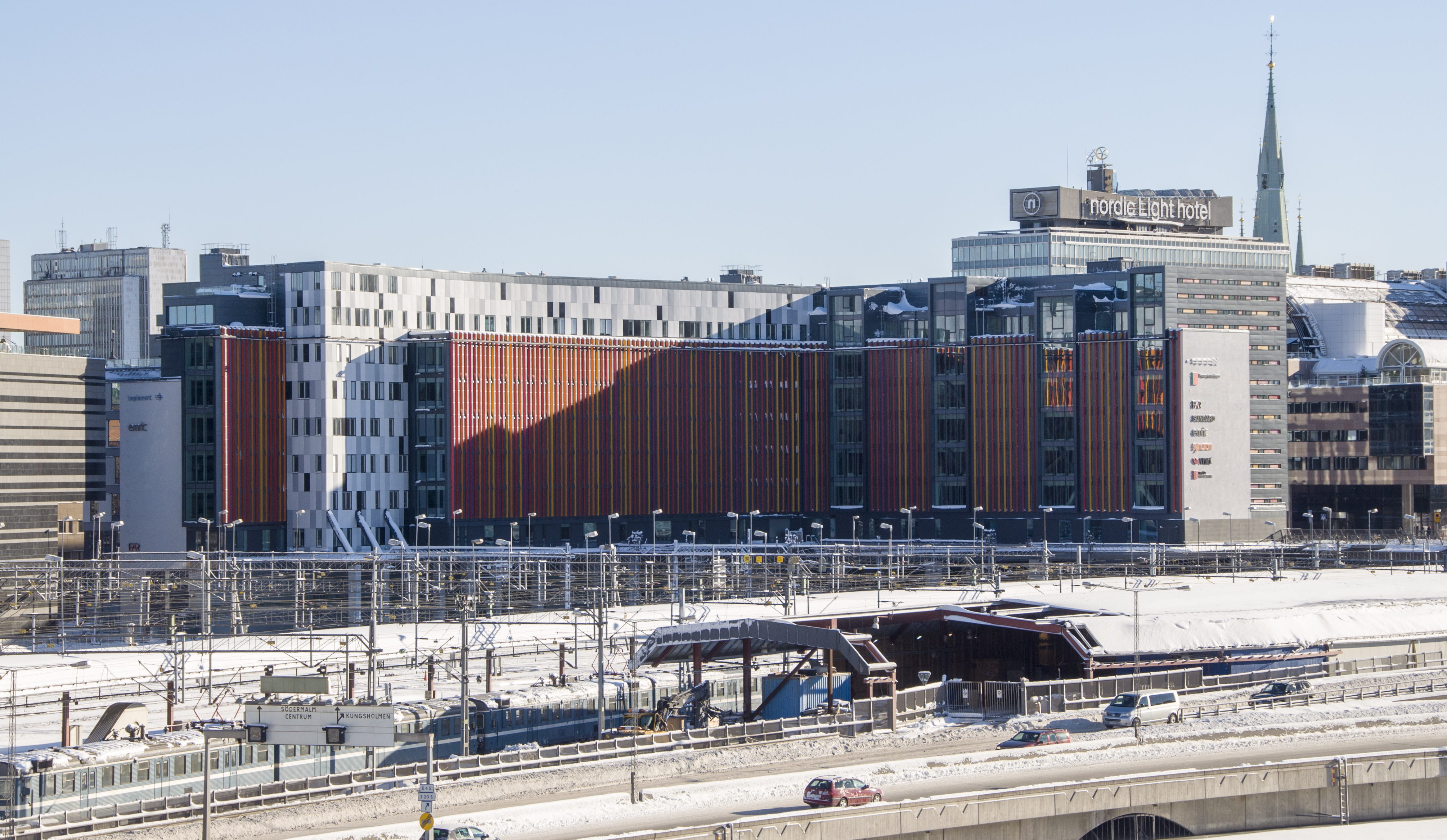
Mentorn 1 sedd från Kungsholmen

Kungsbron eller Mentorn 1 är en kontorsfastighet vid Kungsbron på Norrmalm i centrala Stockholm ritad av Wester + Elsner Arkitekter. Byggnaden var en del av ett omfattande stadsbyggnadsprojekt vid och kring Norra Bantorget som innebar att nya byggnader uppförs mellan Klara sjö och järnvägsspåren och den gamla bebyggelsen på Norrmalm. Den färdigställdes i augusti 2009 och uppfördes av NCC. 
Projektet såldes av byggherren NCC den 21 augusti 2006, innan det hade påbörjats, för cirka 1 miljard SEK (971 miljoner kronor) till Vital Forsikring ASA. Bland hyresgästerna finns Googles svenska verksamhet samt produktionsbolaget Tre vänner.
I norr gränsar fastigheten mot det nya hotellet, Clarion Hotel Sign, som skiljer Norra Bantorget från järnvägen. I öster vetter huset mot Östra järnvägsgatan, som passerar under Kungsbron och är belägen två våningar under brons nivå. Husets södra fasad vetter mot Kungsbrons, medan den västra fasaden vetter mot järnvägen och Klara sjö.
Totalt omfattar fastigheten drygt 16000 kvadratmeter kontor, butikslokaler mot Kungsbron och 212 parkeringsplatser i ett garage på de nedersta våningarna med infart från Östra järnvägsgatan. Husets fasader har fått olika uttryck, mot Kungsbron och järnvägen har huset svarta stålfasader med färgade fönsternischer som ger byggnaden varierande uttryck beroende på vinkel som huset betraktas ifrån. Mot Östra järnvägsgatan har huset en mer traditionell fasad i sten och puts, med en fri fönstersättning. 

## Bilder

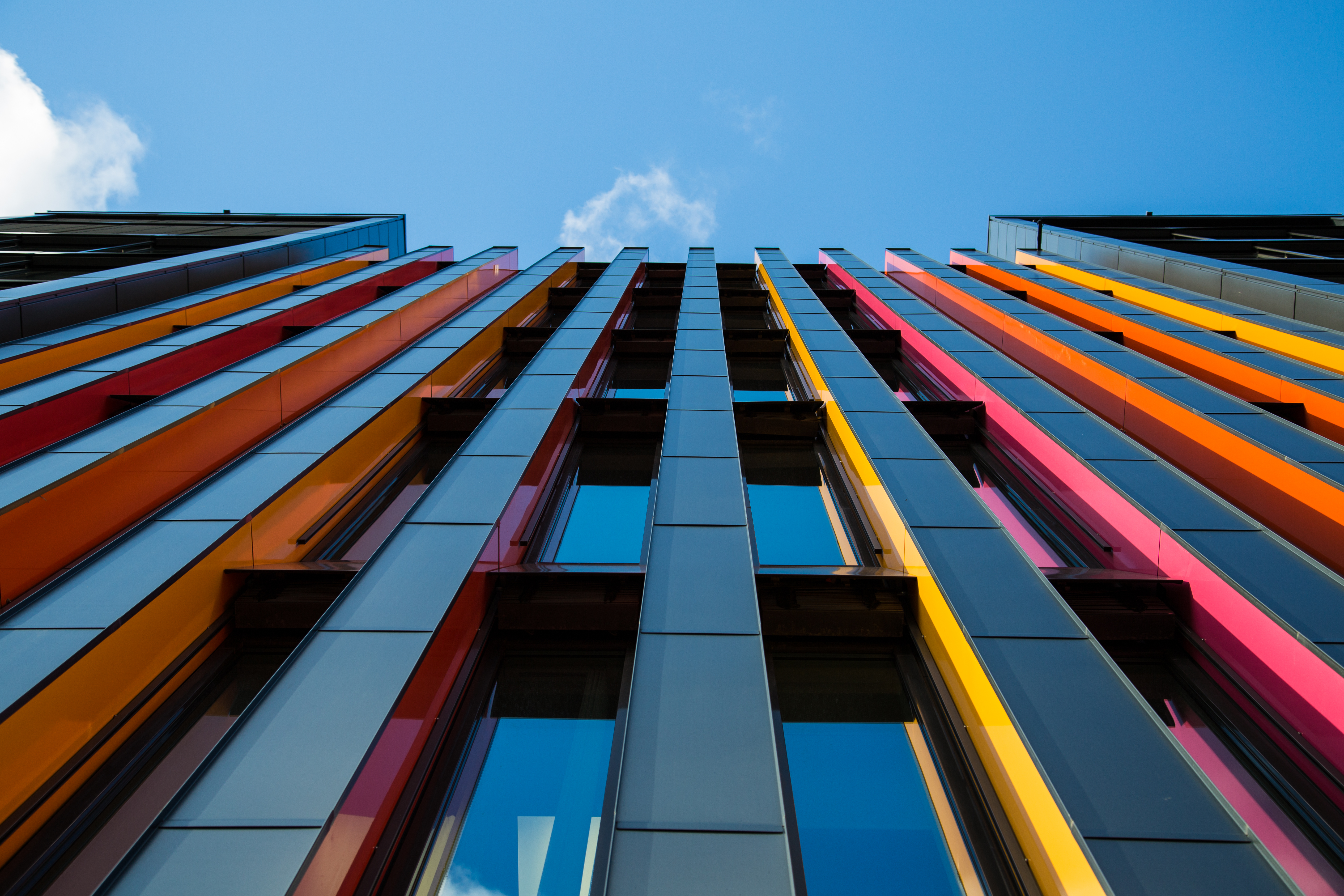
Fasadelemnt
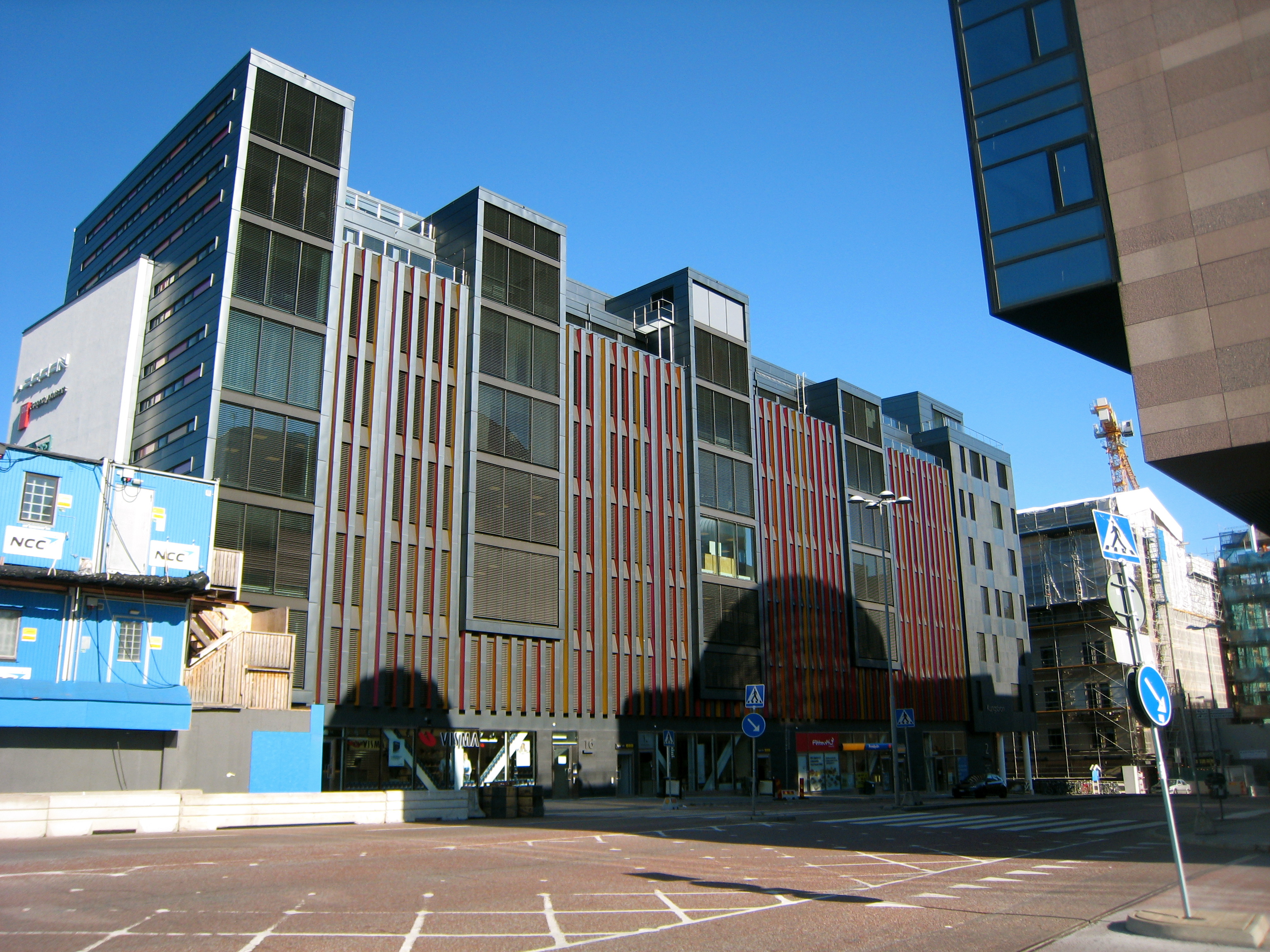
Fasad mot Kungsbron. Till höger viadukten över Östra järnvägsgatan.
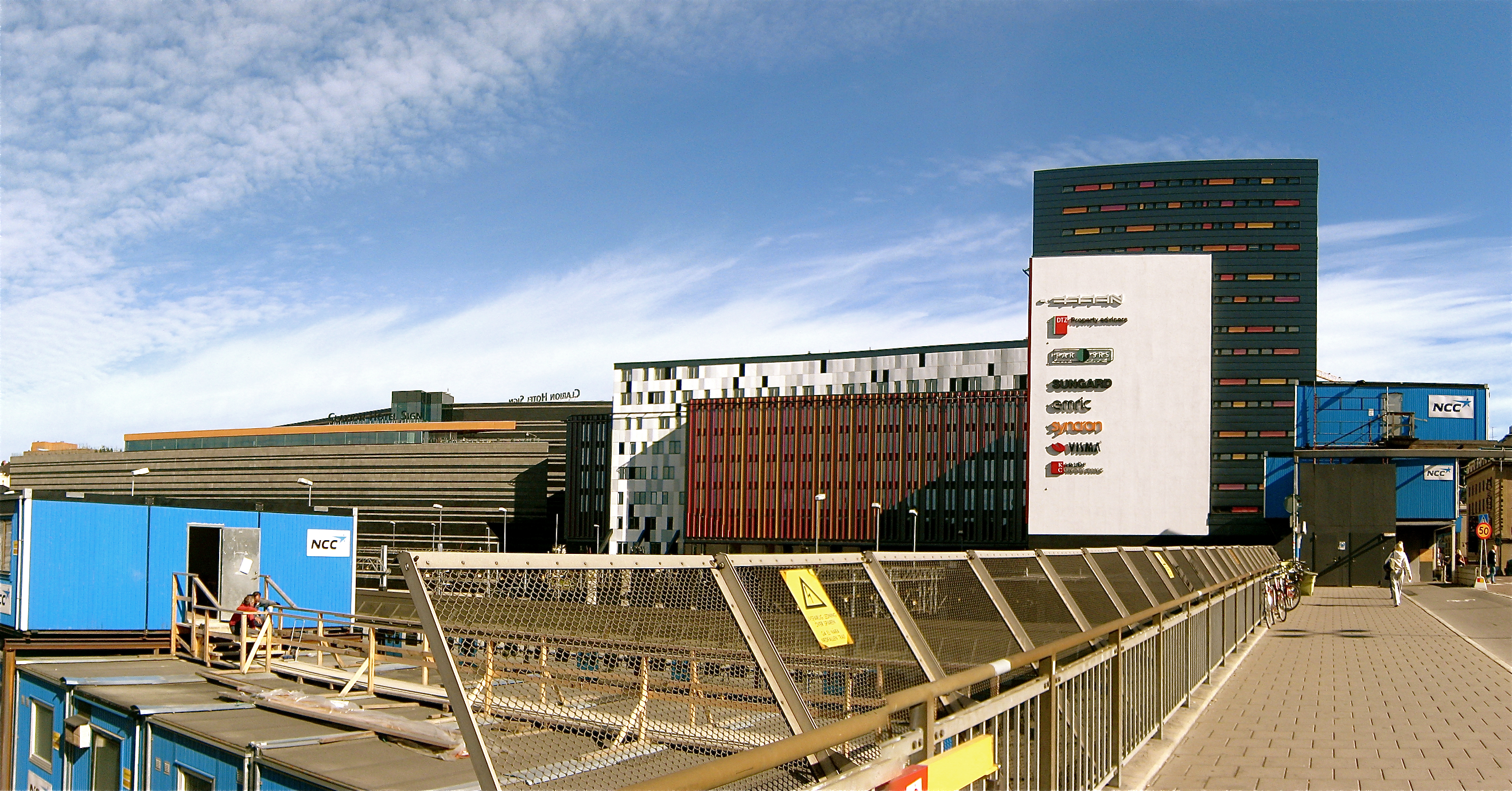
Fastigheten sedd från Kungsbron, till vänster Clarion Hotel Signs västfasad. Vy från väster. I förgrunden järnvägsspåren norrut från Stockholms central.
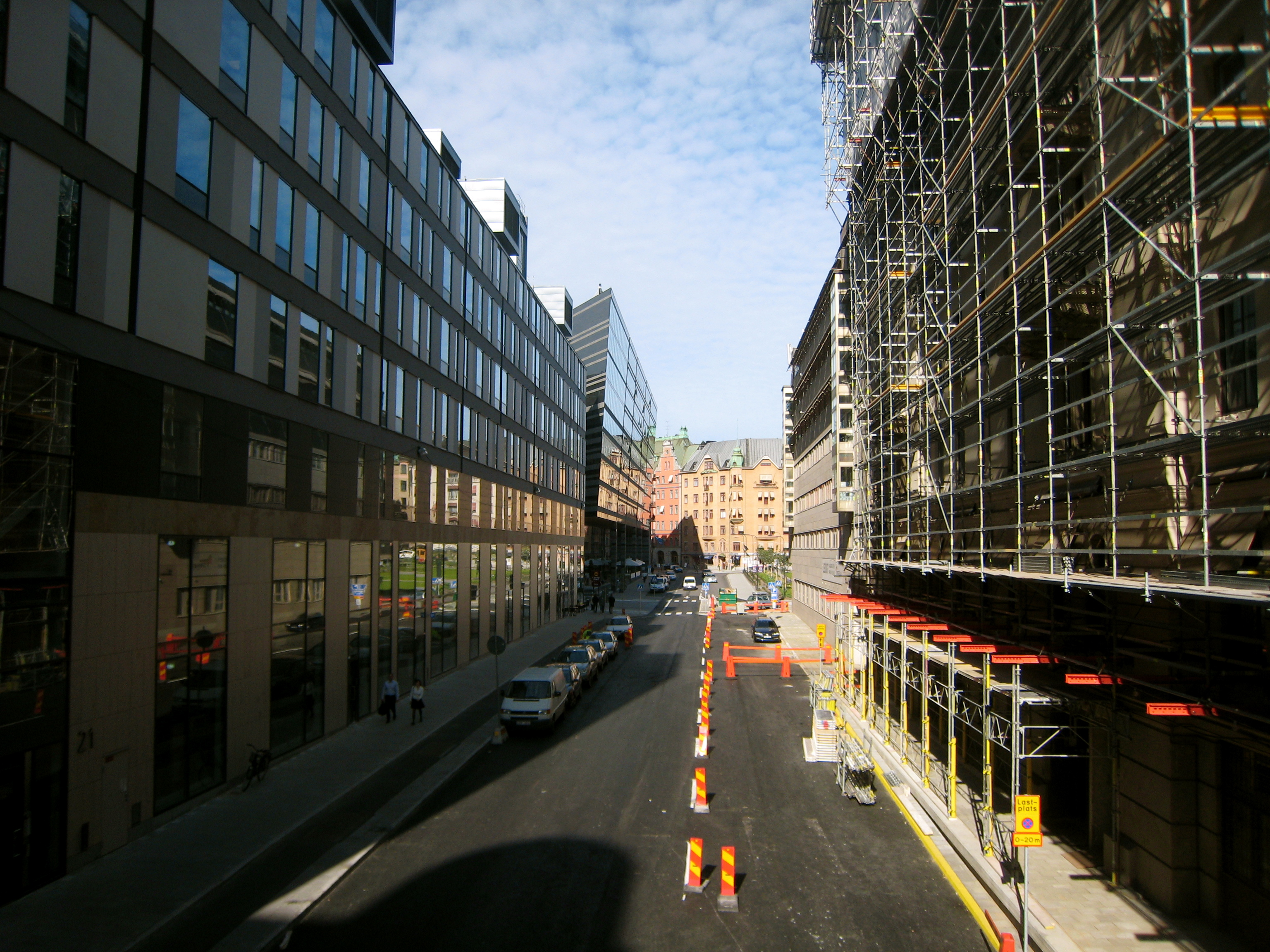
Fastigheten till vänster, vy från Kungsbron norrut mot Östra Järnvägsgatan och Norra Bantorget.